# Salaria
Salaria – rodzaj ryb z rodziny ślizgowatych (Blenniidae).

## Występowanie
Zasiedlają wody słodkie Maroka (dorzecze rzeki Wadi Subu uchodzącej do Atlantyku), jezioro Trichonida w Grecji, półsłodkie i słone Morze Śródziemne, Morze Czarne, Morze Czerwone. 

## Klasyfikacja
Gatunki zaliczane do tego rodzaju:
- Salaria atlantica
- Salaria basilisca
- Salaria economidisi
- Salaria fluviatilis - ślizg słodkowodny[3]
- Salaria pavo

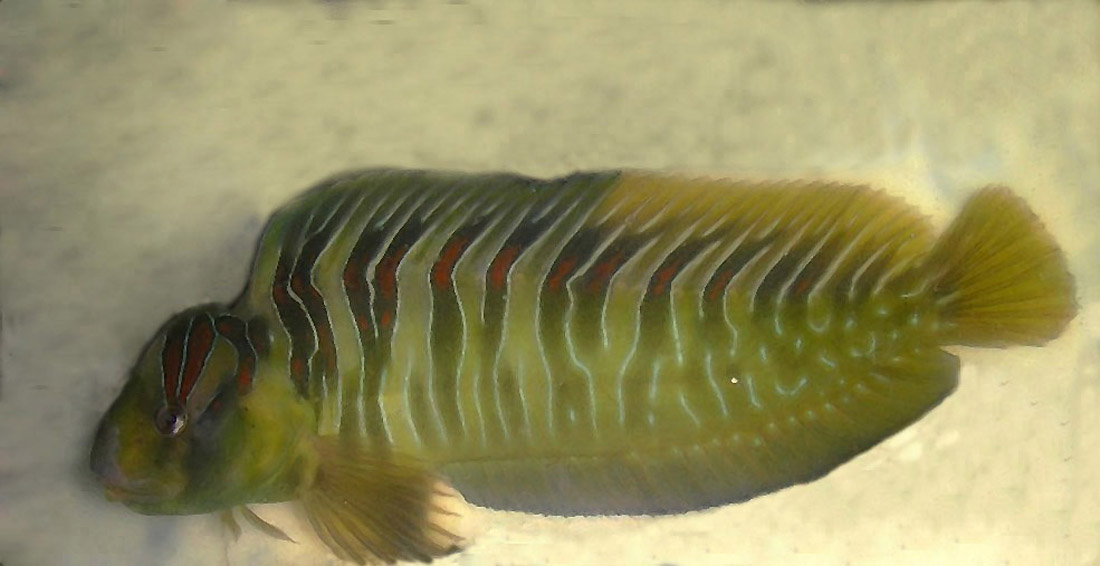
Salaria basilisca
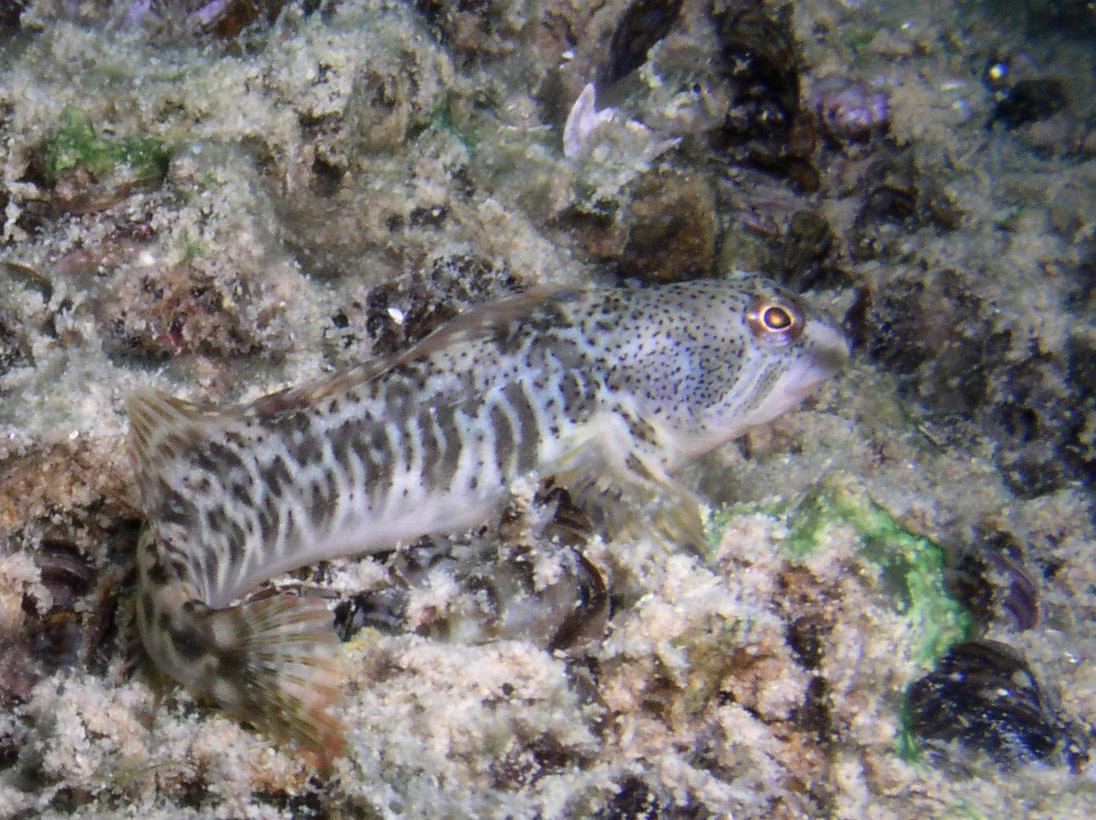
Salaria fluviatilis